# Thysanomitrion inandae
Thysanomitrion inandae là một loài Rêu trong họ Dicranaceae. Loài này được (Rehmann ex Müll. Hal.) Broth. miêu tả khoa học đầu tiên năm 1924.